# M. H. Abrams
Pour les articles homonymes, voir Abrams.
Œuvres principales
The Mirror and the Lamp
The Norton Anthology of English Literature
Compléments
professeur universitaire
M. H. Abrams, de son vrai nom Meyer (Mike) Howard Abrams, né le 23 juillet 1912 à Long Branch (New Jersey) et mort le 21 avril 2015 à Ithaca (New York), est un écrivain, critique littéraire et professeur d'université américain. Il est connu pour ses œuvres sur le romantisme, et notamment pour son livre The Mirror and the Lamp et The Norton Anthology of English Literature (en).

## Biographie
Abrams naît en juillet 1912 à Long Branch (New Jersey) de parents immigrants juifs d'Europe de l'Est. Son père était peintre en bâtiment.
En 1930, il devient étudiant à l'université Harvard. Après avoir obtenu son baccalauréat en 1934, Abrams obtient une bourse pour l'Université de Cambridge, il a Ivor Armstrong Richards comme tuteur. En 1937, il décroche une maîtrise et obtient son doctorat en 1940. Pendant la Seconde Guerre mondiale, il sert au laboratoire psychoacoustique d'Harvard.
En 1945, Abrams devient professeur à l'université Cornell : Harold Bloom, E. D. Hirsch et le romancier Thomas Pynchon comptent parmi ses élèves.
En 1963, il est élu membre de l'Académie américaine des arts et des sciences.
Abrams meurt en avril 2015 à Ithaca (New York) à l'âge de 102 ans.

## Œuvres
- The Mirror and the Lamp: Romantic Theory and the Critical Tradition (1953)  (ISBN 978-0-19-501471-6)
- The Poetry of Pope: a selection (1954)  (ISBN 978-0-88295-067-9)
- Literature and Belief: English Institute essays, 1957. (1957)  (ISBN 978-0-231-02278-1)
- A Glossary of Literary Terms (1957; 2009)  (ISBN 978-1-4130-3390-8)
- English Romantic Poets: modern essays in criticism (1960)  (ISBN 978-0-19-501946-9)
- Norton Anthology of English Literature (1962)
- The Milk of Paradise: the effect of opium visions on the works of DeQuincey, Crabbe, Francis Thompson, and Coleridge (1970)  (ISBN 978-0-374-90028-1)
- Natural Supernaturalism: Tradition and Revolution in Romantic Literature (1971)  (ISBN 978-0-393-00609-4)
- The Correspondent Breeze: essays on English Romanticism (1984)  (ISBN 978-0-393-30340-7)
- Doing Things with Texts: essays in criticism and critical theory (1989)  (ISBN 978-0-393-02713-6)
- The Fourth Dimension of a Poem and Other Essays (2012)  (ISBN 978-0-393-05830-7)